# Les Fins
Les Fins là một xã của tỉnh Doubs, thuộc vùng Franche-Comté, miền đông nước Pháp.

## Dân số
| 1901                                                 | 1906 | 1911 | 1921 | 1926 | 1931 | 1936 | 1946 | 1954 | 1962 | 1968 | 1975 | 1982 | 1990 | 1999 | 2006 |
| ---------------------------------------------------- | ---- | ---- | ---- | ---- | ---- | ---- | ---- | ---- | ---- | ---- | ---- | ---- | ---- | ---- | ---- |
| 960                                                  | 1022 | 1099 | 1071 | 1163 | 1207 | 1220 | 1185 | 1414 | 1641 | 1741 | 2201 | 2346 | 2441 | 2591 | 2807 |
| Starting in 1901: Population without double counting |      |      |      |      |      |      |      |      |      |      |      |      |      |      |      |

Ước lượng năm 2006 là 2807.